# 学校講道館
学校講道館(がっこうこうどうかん）は、講道館が開校している東京都認定各種学校。柔道の理論および実技、さらに一般教養を教えている。
普通科と、普通科を修了した者用の特修科（修了と同等者も対象）があり、少年部のほかに成年部がある。成年部は、一般科の3か月と特修科の9か月で初段獲得を念頭においたカリキュラムとなっている。

## 設置クラス
- 普通科：入門から5級
- 特修科：5級から初段
- 補修科：実態不明
- 研修科：初段以上
- 国際科：外国人対象で入門から初段